# 疼痛閾値
疼痛閾値（とうつうしきいち）または痛みの閾値（いたみのしきいち、英語: threshold of pain、pain threshold）とは、痛いと認識される刺激の最低強度の事である。個人差や心理状態、体調、モルヒネなどの鎮痛効果をもった麻薬等によって、この閾値は変化する。
実験では、中枢神経系、末梢神経系が正常な人の多くは類似した閾値を持つことが示されている。
疲労や心配などのストレスがかかると、脳の痛みに対するフィルター処理が低下し痛みの閾値が下がり、痛みを感じやすくなる。

## 音
ある個人において、明らかな痛みを耳に引き起こすと指定された音の最小音圧レベルを痛みの閾値とする。